# Chrysactinia luzmariae
Chrysactinia luzmariae là một loài thực vật có hoa trong họ Cúc. Loài này được Rzed. & Calderón mô tả khoa học đầu tiên năm 1998.